# Willie Hunter
William Hunter (Edimburgo, 14 febbraio 1940 – 4 agosto 2020) è stato un allenatore di calcio e calciatore scozzese, di ruolo attaccante.

## Carriera

### Calciatore

#### Club
Proveniente dall'Edinburgh Norton, Hunter venne ingaggiato nel 1957 dal Motherwell, società della massima serie scozzese.
Con i Steelmen milita sino al 1967, ottenendo come miglior piazzamento il terzo posto nella Scottish Division One 1958-1959, mentre nella stagione 1959-1960 fu il capocannoniere del club con 34 reti.
Nel 1962 si rompe un braccio, che si frattura nuovamente appena ritornato in campo; successivamente si rompe una gamba e questo infortunio ne comprometterà la carriera ed il rendimento.
Nel 1967 viene ingaggiato dagli statunitensi del Detroit Cougars, che gli offrirono un compenso di £14.000.
Con i Cougars disputa la prima edizione della North American Soccer League. Con il club di Detroit ottiene il quarto ed ultimo posto della Lakes Division.
Nella stagione 1968-1969 torna in patria per giocare nell'Hibernian, club nel quale gioca sino al 1971 ed ove, pur impegnato solo saltuariamente, ottiene come miglior piazzamento il terzo posto nella Scottish Division One 1969-1970 e raggiunge la finale della Scottish League Cup 1968-1969, persa contro il Celtic.
Nel 1971 si trasferisce in Sudafrica per giocare nell'Hellenic, con cui vince la NFL 1971. Nel 1972 passa al Cape Town City, con cui vince la NFL 1973.

#### Nazionale
Nel 1960 ha disputato tre incontri, segnando una rete, con la nazionale maggiore.

## Statistiche

### Cronologia presenze e reti in nazionale
| Cronologia completa delle presenze e delle reti in nazionale ― Scozia | Cronologia completa delle presenze e delle reti in nazionale ― Scozia | Cronologia completa delle presenze e delle reti in nazionale ― Scozia | Cronologia completa delle presenze e delle reti in nazionale ― Scozia | Cronologia completa delle presenze e delle reti in nazionale ― Scozia | Cronologia completa delle presenze e delle reti in nazionale ― Scozia | Cronologia completa delle presenze e delle reti in nazionale ― Scozia | Cronologia completa delle presenze e delle reti in nazionale ― Scozia |
| Data                                                                  | Città                                                                 | In casa                                                               | Risultato                                                             | Ospiti                                                                | Competizione                                                          | Reti                                                                  | Note                                                                  |
| --------------------------------------------------------------------- | --------------------------------------------------------------------- | --------------------------------------------------------------------- | --------------------------------------------------------------------- | --------------------------------------------------------------------- | --------------------------------------------------------------------- | --------------------------------------------------------------------- | --------------------------------------------------------------------- |
| 5-6-1960                                                              | Budapest                                                              | Ungheria                                                              | 3 – 3                                                                 | Scozia                                                                | Amichevole                                                            | 1                                                                     |                                                                       |
| 8-6-1960                                                              | Ankara                                                                | Turchia                                                               | 4 – 2                                                                 | Scozia                                                                | Amichevole                                                            | -                                                                     |                                                                       |
| 22-10-1960                                                            | Wrexham                                                               | Galles                                                                | 2 – 0                                                                 | Scozia                                                                | Torneo Interbritannico 1961                                           | -                                                                     |                                                                       |
| Totale                                                                |                                                                       | Presenze                                                              | 3                                                                     |                                                                       | Reti                                                                  | 1                                                                     |                                                                       |

### Allenatore
Alternò la sua militanza con i sudafricani del Cape Town City all'attività di assistente allenatore di Ian St. John. Negli anni seguenti allena il Caledonian ed il Queen of the South.

## Palmarès

### Club
- National Football League (Sudafrica): 2

Hellenic: 1971
Cape Town City: 1973